# Vikingaträl
Vikingaträl är den femte boken i Kim Kimselius serie om Theo och Ramona. Handlingen utspelar sig under vikingatiden. Boken gavs ut 2004.